# Алто Рено Терме
А̀лто Рѐно Тѐрме (на италиански: Alto Reno Terme) е община в Северна Италия, провинция Болоня, регион Емилия-Романя. Административен център на общината е градче Порета Терме (Porretta Terme), което е разположено на 349 m надморска височина. Населението на общината е 6884 души (към 2019 г.).
Общината е създадена в 1 януари 2016 г. Тя се състои от предшествуващите общини Гранальоне и Порета Терме.